# Ipomoea neriifolia
Ipomoea neriifolia är en vindeväxtart som beskrevs av Gardn. Ipomoea neriifolia ingår i släktet praktvindor, och familjen vindeväxter. Inga underarter finns listade i Catalogue of Life.